# 风尚志
《风尚志》（T Magazine China）是中国大陆一份时尚杂志。

## 历史
原《风尚志》（Fashion Weekly）由中国“精品购物指南”集团在2006年7月创刊，是该集团的第一份子刊，为双周刊，2014年时停刊。
2015年3月，精品传媒集团与纽约时报旗下杂志《T Magazine》进行版权合作，推出《T Magazine China》，中文名沿用《风尚志》，为月刊，首期封面人物是孙菲菲。

## 主编
- 原《风尚志》（Fashion Weekly）：王月心 [5]
- 《风尚志》（T Magazine China）：
  - 冯楚轩（2015-2017年）
  - 崔丹（2018年）[6]
  - 冯楚轩（2018年至今）[7][8]